# Потенциальный барьер
Потенциа́льный барье́р — область пространства, разделяющая две другие области с различными или одинаковыми потенциальными энергиями. Характеризуется «высотой» — минимальной энергией классической частицы, необходимой для преодоления барьера.
На приведённом изображении участок BNC является потенциальным барьером для частицы с энергией E1. Потенциальным барьером для частицы с энергией E2 служит участок от нуля до точки D, так как частица не в состоянии подойти к началу координат ближе, чем координата точки D.
В классической механике, в случае, когда частица не обладает энергией, большей максимума для данного барьера, она не сможет преодолеть потенциальный барьер. В квантовой механике, напротив, возможно преодоление барьера с определённой вероятностью (туннельный эффект).